# Spider-Woman (personaje de Ultimate Marvel)
Ultimate Spider-Woman (Peter Parker; coloquial: "Jessica Drew", "Julia Carpenter", "Parker Peters" o "Viuda Negra") es una superheroína ficticio que aparece en los cómics estadounidenses publicados por Marvel Comics. Creado por Brian Michael Bendis y Mark Bagley, son el equivalente de Ultimate Marvel de la primera y segunda Spider-Woman y Ben Reilly. A diferencia de sus homólogos principales, esta versión de Spider-Woman es un clon biológicamente femenino de Peter Parker.

## Historial de publicaciones
Creada por Brian Michael Bendis y Mark Bagley, la encarnación definitiva de Spider-Woman apareció por primera vez en Ultimate Spider-Man # 98 (octubre de 2006), y apareció en All-New Ultimates # 1 (abril de 2014) como la tercera versión del Universo Ultimate "Viuda Negra" (después de Natasha Romanoff y Monica Chang). Ella es un personaje secundario en Ultimate Comics: Spider-Man y Ultimate Comics: The Ultimates.

## Biografía del personaje ficticio

### Clone Saga
Spider-Woman es un clon genéticamente modificado de Peter Parker cuyos cromosomas fueron manipulados para hacerlos biológicamente femeninos. Creado junto a Kaine para actuar como agentes de la CIA (nombre clave: Spider-Woman), conservan los recuerdos y el amor de Peter por Mary Jane Watson, viéndose a sí mismos como Peter Parker. La intención de sus creadores era borrar sus recuerdos e implantar otros nuevos, pero ambos escaparon antes de que el proceso pudiera llevarse a cabo. El Doctor Octopus se revela como el autor intelectual de los experimentos que los crearon. Los tres luchan juntos contra el Doctor Octopus y finalmente prevalecen. Peter se rinde a Nick Fury mientras los clones optan por huir. Al cierre de la historia, Spider-Woman decide comenzar una nueva vida aparte de Peter, se despide de él después de lo que llaman "el abrazo más incómodo de la historia", estableciendo una relación similar a la de un hermano.

### Ultimatum
Spider-Woman aparece más tarde durante la historia de "Ultimatum", haciendo su debut público cuando ayudan a Johnny Storm a capturar al Buitre. Storm comienza a desarrollar un interés romántico en Spider-Woman después de una mala cita con un cantante adolescente famoso pero desagradable, sin darse cuenta de que es un clon femenino de Spider-Man. Más tarde se encuentran con May Parker mientras ayudan a civiles durante el ataque mundial de Magneto, llevándolos a un lugar seguro y prometiendo encontrar a Peter para ellos. Más tarde, viajan al centro de Manhattan, donde la casa del Doctor Strange está siendo atacada por Pesadilla; Hulk comienza a destruir el portal a la Dimensión Oscura, causando una explosión. Después de ser perseguida brevemente por Hulk, Spider-Woman continúa su búsqueda de Peter y se encuentra con Kitty Pryde. Trabajan juntos en la búsqueda y tratan de ayudar a los sobrevivientes, pero están abrumados por las muertes y la destrucción a su alrededor. Se las arreglan para encontrar un remanente de la máscara de Peter, que Kitty se lleva con ella y se la da a Mary Jane Watson en la casa de Peter, informándoles a ella y a May que Peter todavía está entre los desaparecidos.

### Doomsday
En Ultimate Enemy, se ve a Spider-Woman haciendo reconocimiento en la Corporación Roxxon, investigando posibles experimentos genéticos ilegales, cuando se ataca el edificio de la corporación. Se supone que la persona detrás del ataque es el "Enemigo Supremo". Luego son atacados por la misma criatura que destruyó el edificio. Spider-Woman luego intenta infiltrarse en Roxxon, haciéndose pasar por una empleada llamada "Dr. Julia Carpenter". En su primer día, son presentados a Roxxon Brain Trust. Poco después, presencian un ataque contra el Edificio Baxter, y Roxxon sugiere que se muden a un búnker subterráneo. Mientras esperaba allí, Misty Knight comienza a hacerles preguntas y se da cuenta de que ella no es quien dice ser. Roxxon Brain Trust luego revela que sospechan de Roxxon en los ataques. Spider-Woman no confía en ellos y cuando quieren ver sus poderes, ella los enreda e intenta huir. Uno de los miembros de Brain Trust se transforma en una especie de bruto y los noquea antes de que pueda escapar.
En Ultimate Doom, Spider-Woman se despierta para encontrarse atada a una mesa y se encuentra con el líder de Brain Trust, el Doctor Octopus. Spider-Man no tarda mucho en llegar y salvarlos, justo antes de que Roxxon sea atacado nuevamente. Cuando el dúo comienza a rescatar a civiles, notan que el Doctor Octopus también está en peligro. Aunque Spider-Woman quiere dejarlo morir, Spider-Man finalmente logra convencerlos de que lo ayuden a salvarlo. Rick Jones llega con la Antorcha Humana y descubren que los héroes se están reuniendo para derrotar a Reed Richards. Spider-Woman e incluso el Doctor Octopus se unen al grupo. Durante el ataque en la Zona Negativa, Spider-Woman se encuentra con los Ultimates por primera vez y ayuda al Capitán América él mismo. Después de la confrontación con Richards, Spider-Woman se convierte en agente de S.H.I.E.L.D. a pedido de Carol Danvers.

### Ultimate Comics: Spider-ManyUltimate Comics: The Ultimates
Después de que Peter aparentemente muere luchando contra el Duende Verde, Spider-Woman se enfrenta al nuevo Spider-Man, Miles Morales. Más tarde ayuda a Iron Man y Hawkeye en la lucha contra Electro. Finalmente, Spider-Woman se frustra por estar en el equipo de Ultimates, siendo capturada junto con el Capitán Britania, por el nuevo director de S.H.I.E.L.D. Marvin Flumm, pero luego es liberada y participa en el Capitán América jurando a la presidencia. Cuando el Capitán América fue a unirse a los estados una vez más, Spider-Woman se unió al nuevo presidente y formó parte de las fuerzas terrestres. Durante la historia de "United We Stand", Spider-Woman se une de mala gana con Miles durante la batalla de S.H.I.E.L.D. con el grupo terrorista HYDRA. Después de que se separan en la batalla, Spider-Woman encuentra a Miles y lo devuelve a Nueva York.
Inicialmente, Spider-Woman no se comunica cuando Miles le pregunta por qué se preocupa tanto por él. Pero después de que Miles deja de ser Spider-Man después de una tragedia personal, Spider-Woman le revela a Miles que ella es el clon de Peter, explicando que aunque tiene los recuerdos de Parker, ella no es Spider-Man, pero siente que Miles debería ser. Esto lo convence de reanudar la identidad de Spider-Man.

### All-New Ultimates
Más tarde, Miles y Spider-Woman se unen con Cloak & Dagger y Bombshell para luchar contra Brain Trust de Roxxon y enfrentar a Phillip Roxxon. Junto con Kitty Pryde, el grupo se convierte en New Ultimates, con Spider-Woman cambiando su alias de superhéroe a "Viuda Negra" y emprendiendo una relación romántica con Pryde, desde su perspectiva renovando su relación de los recuerdos imbuidos de Peter Parker.

### Spider-Verse
Durante la historia de "Spider-Verse", Spider-Woman se une con Kaine y un suplente Ben Reilly para investigar la casa de los Herederos y descubrir cómo pueden clonar nuevos cuerpos por sí mismos.

### Spider-Men II
Después de los eventos de Secret Wars que aparentemente destruyeron el universo de Spider-Woman, vuelven a existir, una vez más utilizando la identidad de Spider-Woman, y reuniéndose con los Ultimates con un resucitado Peter Parker, que ha recuperado el manto de Spider-Man en ausencia de Miles al emigrar a la Tierra-616.

## Poderes y habilidades
Spider-Woman tiene todos los poderes de Spider-Man (fuerza sobrehumana, velocidad y agilidad, la capacidad de adherirse a las superficies y un sentido de araña que les advierte del peligro). Además, las puntas de sus dedos tienen hileras, lo que le permite disparar una red que hila seda.

## En otros medios
- Ultimate Spider-Woman se menciona en Spider-Man: Shattered Dimensions.[31]
- Ultimate Spider-Woman es un personaje jugable en Spider-Man Unlimited.[32]
- Ultimate Spider-Woman es un personaje jugable en el paquete DLC Spider-Man para Lego Marvel Vengadores pero se conoce como 'Spider-Girl por razones desconocidas.[33]